# マルセロ・ブロゾヴィッチ
マルセロ・ブロゾヴィッチ（Marcelo Brozović, クロアチア語発音: [martsělo brǒːzoʋitɕ], 1992年11月16日 - ）は、クロアチア・ザグレブ出身のサッカー選手。サウジ・プロフェッショナルリーグ・アル・ナスル所属。クロアチア代表。ポジションはMF（アンカー）。クロアチア語に近い発音はマルツェロ・ブロゾヴィッチ。

## クラブ経歴

### クロアチア時代
NKフルヴァツキ・ドラゴヴォリャツのユースチームでキャリアをスタートさせ、2009年にトップチームデビュー。このシーズンでチームがプルヴァHNLへ昇格し、2010年7月24日、ディナモ・ザグレブ戦でトップリーグデビューを果たした。2011年3月18日のカルロヴァツ戦で初ゴールを記録。2011年7月、ロコモティヴァ・ザグレブに移籍した。
2012年8月、ハンブルガーSVに移籍したミラン・バデリの代替として、ディナモ・ザグレブに7年契約で移籍。

### インテル
2014年夏にインテル・ミラノからのオファーがあったものの、断ったことをディナモ・ザグレブ会長のズドラフコ・マミッチが明かした。その後、ACミランやボルシア・ドルトムントからの興味が報じられたが、2015年1月24日にインテル・ミラノへ1年半契約での買取義務付きレンタル移籍が発表された。移籍金800万ユーロ、レンタル期間を含めて2019年6月までの4年半の契約を交わした。2015年2月1日のUSサッスオーロ・カルチョ戦でセリエAデビューを果たし、5月31日のエンポリFC戦で初得点を記録した。
2015-16シーズンはフェリペ・メロやジョフレイ・コンドグビアと中盤でコンビを組み32試合に出場したものの、翌2016-17シーズンは不安定なスタートを切ったチームに影響され不調に陥り、また2016年9月にはユヴェントスFC戦で招集メンバー外になるなどフランク・デ・ブール監督との不和も伝えられた。11月にはデ・ブールが解任されステファノ・ピオリが新監督になると状況が変わるかと思われたが、冬に加入したロベルト・ガリアルディーニの存在やフォーメーション変更の余波を受けサブメンバーのままシーズンを終えた。
2017-18シーズンは新監督に就任したルチアーノ・スパレッティが新加入のボルハ・バレロを重用したため引き続き不安定な立場となり冬にはセビージャFCへの移籍も噂されたが残留。シーズン終盤に向かうにつれてバレロが失速するとレギュラーに定着し、クラブのUEFAチャンピオンズリーグ出場権獲得に貢献した。
2020-21シーズン、33試合2ゴール6アシストでインテルのリーグ優勝に貢献した。2022年にインテルとの契約を2025-26シーズン終了まで延長した。

### アル・ナスル
2023年7月3日、サウジ・プロリーグのクラブアル・ナスルは、移籍金1,800万ユーロでブロゾヴィッチを獲得したことを発表した 。クラブでの最初のシーズンには背番号77を着用し、2年目には11番を着用した。

## 代表歴
2014年5月31日、代表初招集ながら2014 FIFAワールドカップ出場メンバーに選出され、6月7日のオーストラリアとの親善試合にフル出場し代表デビュー。本大会ではブラジルとの開幕戦に途中出場した。2014年10月13日、UEFA EURO 2016予選のアゼルバイジャン戦で代表初得点を挙げた。
2016年、ユーロでは3試合に出場した。2018年、ワールドカップロシア大会ではアイスランド戦を除く6試合に出場、グループリーグのアルゼンチン戦でモドリッチのゴールをお膳立てした。決勝のフランス戦でもプレーし、準優勝を果たした。2021年、ユーロでは4試合に出場した。 2022年6月13日、UEFAネーションズリーグのデンマーク戦では初めてキャプテンを務めた。

## プレースタイル
目標とする選手としてフランク・ランパードを挙げている。
中盤の底でプレーする。2017-18シーズンにおいてレジスタとして開花し、視野が広く、ビルドアップにおいての貢献度は計り知れない。強烈なミドルシュートも持ち味である。また特筆すべきはスタミナであり、2018年9月に発表された1試合の平均走行距離ではセリエA1位の12.289kmを記録。2018年W杯準決勝のイングランド戦では延長戦となったこともあり、走行距離は大会最長となる16.399kmを記録した。

## 人物・エピソード
- 2015年12月、母国クロアチアにて飲酒状態でBMW・X6を運転し、赤信号を無視して通過したところを警察に止められた。ブロゾヴィッチはこの2ヶ月前にも信号無視をして免許停止状態となっていたため、無免許運転にもなり、3つの交通違反を犯しており逮捕された[25]。所属していたインテルのロベルト・マンチーニ監督は「特別な事じゃない。クリスマスのパーティーは皆するものだろう。グラスワインを飲む事だってある。アルコール度数はそう高くなかったんだ」と語り、ブロゾヴィッチがチームに残留する事を強調した[26]。

## 個人成績
2018-19シーズン終了時点
| クラブ                         | シーズン     | リーグ         | リーグ | リーグ | カップ | カップ | UEFA | UEFA | その他 | その他 | 通算 | 通算 |
| クラブ                         | シーズン     | ディヴィジョン | 出場   | 得点   | 出場   | 得点   | 出場 | 得点 | 出場   | 得点   | 出場 | 得点 |
| ------------------------------ | ------------ | -------------- | ------ | ------ | ------ | ------ | ---- | ---- | ------ | ------ | ---- | ---- |
| フルヴァツキ・ドラゴヴォリャツ | 2010-11      | プルヴァHNL    | 22     | 1      | 1      | 0      | —    | —    | —      | —      | 23   | 1    |
| ロコモティヴァ                 | 2011-2012    | プルヴァHNL    | 27     | 4      | —      | —      | —    | —    | —      | —      | 27   | 4    |
| ロコモティヴァ                 | 2012–13      | プルヴァHNL    | 6      | 1      | 1      | 1      | —    | —    | —      | —      | 7    | 2    |
| ロコモティヴァ                 | 通算         | 通算           | 33     | 5      | 1      | 1      | —    | —    | —      | —      | 34   | 6    |
| ディナモ・ザグレブ             | 2012-13      | プルヴァHNL    | 23     | 2      | 1      | 0      | 6    | 0    | —      | —      | 30   | 2    |
| ディナモ・ザグレブ             | 2013-014     | プルヴァHNL    | 27     | 6      | 6      | 1      | 8    | 1    | 1      | 0      | 42   | 8    |
| ディナモ・ザグレブ             | 2014-15      | プルヴァHNL    | 14     | 1      | 0      | 0      | 12   | 2    | 1      | 0      | 27   | 3    |
| ディナモ・ザグレブ             | 通算         | 通算           | 64     | 9      | 7      | 1      | 26   | 3    | 2      | 0      | 99   | 13   |
| インテル                       | 2014-15      | セリエA        | 15     | 1      | 1      | 0      | —    | —    | —      | —      | 16   | 1    |
| インテル                       | 2015-16      | セリエA        | 32     | 4      | 3      | 3      | —    | —    | —      | —      | 35   | 7    |
| インテル                       | 2016-17      | セリエA        | 23     | 4      | 2      | 0      | 3    | 1    | —      | —      | 28   | 5    |
| インテル                       | 2017-18      | セリエA        | 31     | 4      | 2      | 0      | —    | —    | —      | —      | 33   | 4    |
| インテル                       | 2018-19      | セリエA        | 32     | 2      | 2      | 0      | 8    | 0    | —      | —      | 42   | 2    |
| インテル                       | 2019-20      | セリエA        | 32     | 3      | 3      | 0      | 11   | 0    | -      | -      | 46   | 3    |
| インテル                       | 2020-21      | セリエA        | 33     | 2      | 4      | 0      | 5    | 0    | -      | -      | 42   | 2    |
| インテル                       | 通算         | 通算           | 198    | 20     | 17     | 3      | 27   | 1    | —      | —      | 242  | 24   |
| キャリア通算                   | キャリア通算 | キャリア通算   | 317    | 35     | 26     | 5      | 53   | 3    | 2      | 0      | 398  | 44   |

## 代表歴

### 出場大会
- クロアチア代表
  - 2014年 - 2014 FIFAワールドカップ
  - 2016年 - UEFA EURO 2016 (ベスト16)
  - 2018年 - 2018 FIFAワールドカップ (準優勝)
  - 2019年 - UEFAネーションズリーグ
  - 2021年 - UEFA EURO 2020
  - UEFA EURO 2024

### 試合数
- 国際Aマッチ 93試合 7得点 (2014年 - )[27]

| クロアチア代表 | 国際Aマッチ | 国際Aマッチ |
| 年             | 出場        | 得点        |
| -------------- | ----------- | ----------- |
| 2014           | 7           | 1           |
| 2015           | 7           | 2           |
| 2016           | 11          | 3           |
| 2017           | 7           | 0           |
| 2018           | 12          | 0           |
| 2019           | 7           | 0           |
| 2020           | 4           | 0           |
| 2021           | 15          | 1           |
| 2022           | 13          | 0           |
| 2023           | 10          | 0           |
| 2024           |             |             |
| 通算           | 93          | 7           |

## タイトル

### クラブ
NKディナモ・ザグレブ
- プルヴァHNL (2回): 2012–13, 2013–14
- フルヴァツキ・ノゴメトニ・スーペルクプ : 2013

インテル
- セリエA : （2020-21）
- スーペルコッパ・イタリアーナ：（2022）
- コッパ・イタリア：（2021-22）

アル・ナスルFC
- アラブ・クラブ・チャンピオンズカップ：1回 (2023)

### 個人
- セリエA最優秀MF賞 : (2021-22)